# Thierry Espié
Thierry "Titi" Espié (Vanves, 2 de febrero de 1952) fue un piloto de motociclismo francés, que compitió en el Campeonato del Mundo de Motociclismo desde 1977 hasta 1984.

## Biografía
La carrera como piloto de Espié empezó en 1975 en el campeonato monomarca Kawasaki donde llama la atención a la escudería Motobécane. En el campo nacional, se adjudica el título francés.
Su primera aparición en el Campeonato del Mundo de Motociclismo en la temporada 1977 en la categoría de 125cc con una Motobécane oficial. Después de obtener sus primeros puntos en el campeonato mundial ya en la temporada de debut, el año siguiente amplía su participación en 250cc con un Yamaha. Consigue su primer podio en el GP de España con un segundo puesto en 125cc. En 1979 termina termina en 125 y prueba en 350cc, para finalmente cerrar su último año de participación, en 500cc.
Su mejor clasificación en todos sus años de participación fue el cuarto lugar obtenido en 1979 en 125cc y que repitió en 1980 en 250. En total, se subió 16 veces en el podio, obtuvo 3 pole position y 6 vueltas rápidas.
Una vez retirado de las carreras de MotoGP, se dedicó por un tiempo a las carreras Campeonato mundial de resistencia, donde ya ganó un 24 Horas de Spa en 1983 con Jacques Cornu y Didier de Radiguès, obteniendo el tercer lugar en 24 Horas de Le Mans con Jean Foray y Thierry Rapicault y un sexto lugar en 8 Horas de Suzuka con Christian Le Liard.

## Resultados en el Campeonato del Mundo
Sistema de puntuación desde 1969 hasta 1987:
| Posición | 1.º | 2.º | 3.º | 4.º | 5.º | 6.º | 7.º | 8.º | 9.º | 10.º |
| Puntos   | 15  | 12  | 10  | 8   | 6   | 5   | 4   | 3   | 2   | 1    |

### Carreras por año
(Carreras en negrita indica pole position, carreras en cursiva indica vuelta rápida)
| Año  | Cat.  | Moto                       | 1       | 2       | 3       | 4       | 5       | 6       | 7       | 8       | 9       | 10      | 11      | 12      | 13      | 14      | Pts. | Pos. |
| ---- | ----- | -------------------------- | ------- | ------- | ------- | ------- | ------- | ------- | ------- | ------- | ------- | ------- | ------- | ------- | ------- | ------- | ---- | ---- |
| 1977 | 125cc | Motobécane                 | VEN -   | AUT Ret | GER -   | NAT -   | ESP -   | FRA -   | YUG -   | NED -   | BEL -   | SWE -   | FIN 7   |         | GBR Ret |         | 4    | 27.º |
| 1978 | 125cc | Motobécane                 | VEN Ret | ESP 2   | AUT 4   | FRA Ret | NAT 4   | NED Ret | BEL Ret | SWE 3   | FIN 7   | GBR 4   | GER 2   |         | YUG Ret |         | 62   | 5.º  |
| 1978 | 250cc | Yamaha                     | VEN -   | ESP -   |         | FRA -   | NAT -   | NED -   | BEL -   | SWE -   | FIN -   | GBR -   | GER 10  | CZE -   | YUG Ret |         | 1    | 28.º |
| 1979 | 125cc | Motobécane                 | VEN 2   | AUT Ret | GER Ret | NAT 2   | ESP 2   | YUG 2   | NED Ret | BEL -   | SWE -   | FIN -   | GBR -   | CZE -   | FRA -   |         | 48   | 4.º  |
| 1979 | 250cc | Yamaha                     | VEN -   |         | GER 24  | NAT 10  | ESP Ret | YUG 15  | NED -   | BEL -   | SWE -   | FIN -   | GBR -   | CZE -   | FRA -   |         | 1    | 34.º |
| 1980 | 250cc | Bimota-Yamaha              | NAT 4   | ESP 3   | FRA 3   | YUG Ret | NED 4   | BEL Ret | FIN 9   | GBR 3   | CZE 6   | GER Ret |         |         |         |         | 53   | 4.º  |
| 1980 | 350cc | Bimota-Yamaha              | NAT -   |         | FRA Ret |         | NED 8   |         |         | GBR 8t  | CZE Ret | GER -   |         |         |         |         | 6    | 15.º |
| 1981 | 250cc | Chevallier-Yamaha y Pernod | ARG 10  |         | GER Ret | NAT 7   | FRA 2   | ESP 10  |         | NED Ret | BEL Ret | RSM 5   | GBR Ret | FIN -   | SWE -   | CZE -   | 24   | 11.º |
| 1981 | 350cc | Bimota-Yamaha              | ARG 6   | AUT 8   | GER 3   | NAT Ret |         |         | YUG 5   | NED Ret |         |         | GBR -   |         |         | CZE -   | 24   | 7.º  |
| 1982 | 250cc | Pernod                     |         |         | FRA Ret | ESP -   | NAT -   | NED 9   | BEL -   | YUG 10  | GBR 6   | SWE 9   | FIN Ret | CZE Ret | RSM 9   | GER 3   | 22   | 12.º |
| 1982 | 350cc | Chevallier-Yamaha          | ARG -   | AUT -   | FRA -   |         | NAT -   | NED -   |         |         | GBR -   |         | FIN Ret | CZE 4   |         | GER Ret | 8    | 19.º |
| 1983 | 250cc | Chevallier-Yamaha          | RSA 11  | FRA 9   | NAT 2   | GER Ret | ESP 5   | AUT 3   | YUG 15  | NED 6   | BEL 4   | GBR 2   | SWE 13  |         |         |         | 55   | 5.º  |
| 1984 | 250cc | Chevallier-Yamaha          | RSA 15  | NAT Ret | ESP 20  | AUT DNQ | GER 9   | FRA 4   | YUG Ret | NED Ret | BEL 6   | GBR Ret | SWE Ret | RSM 6   |         |         | 20   | 12.º |
| 1985 | 500cc | Chevallier-Honda           | RSA 10  | ESP DNQ | GER -   | NAT DNQ | AUT DNQ | YUG Ret | NED Ret | BEL 12  | FRA DNQ | GBR Ret | SWE 9   | RSM Ret |         |         | 3    | 17.º |